# Pumpenhaus (Schloss Schleißheim)

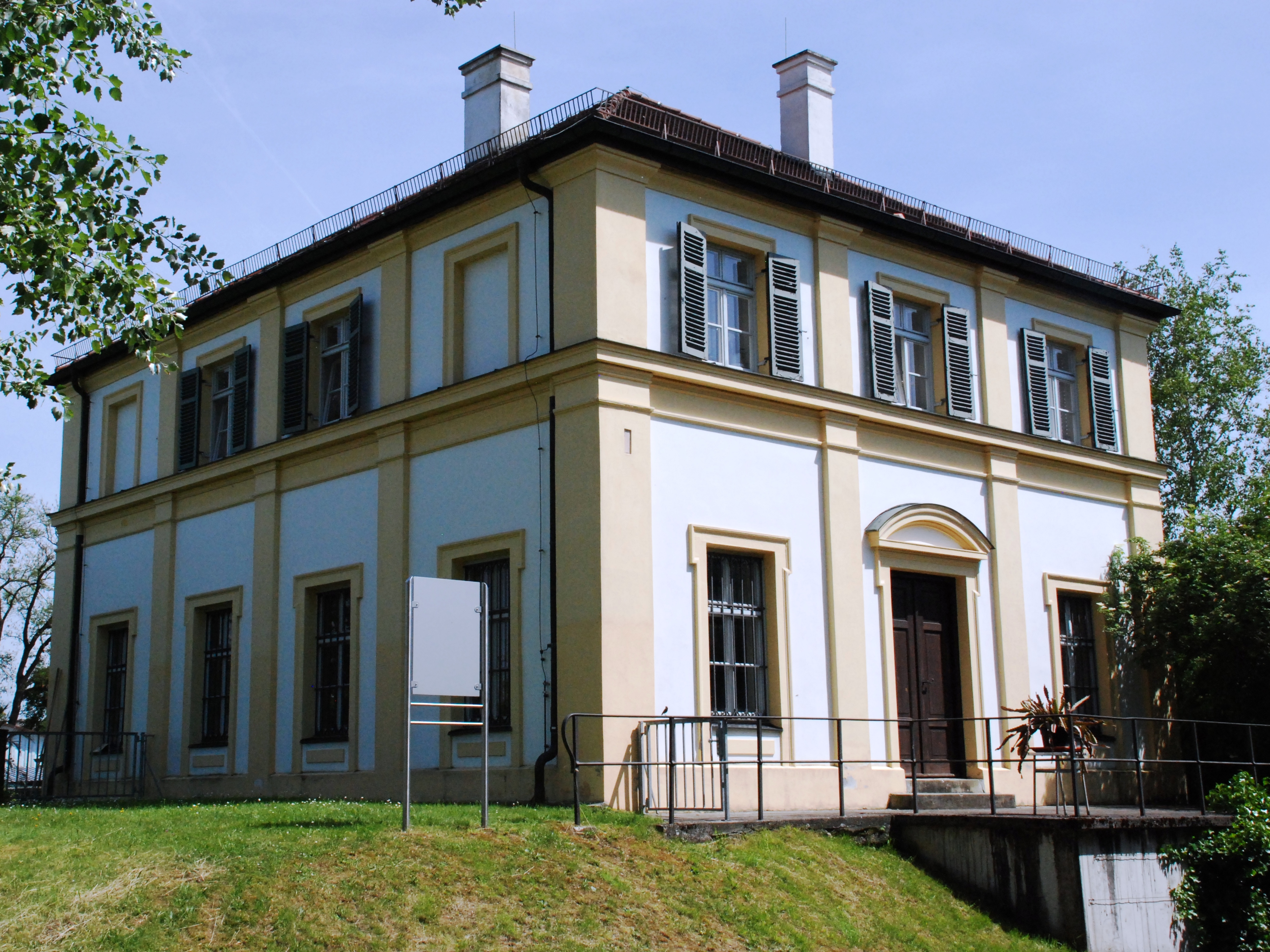
Pumpenhaus von Schloss Schleißheim

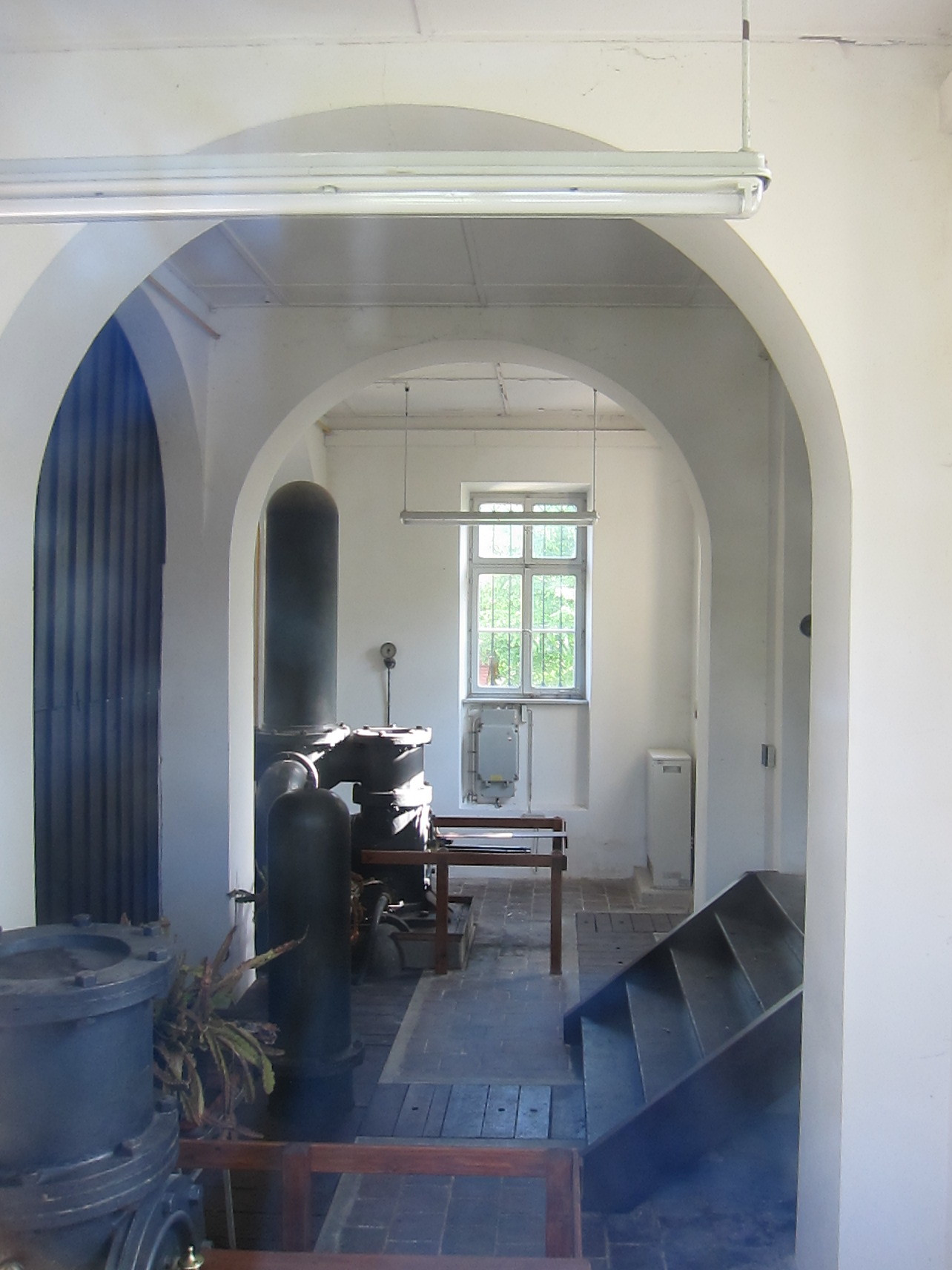
Erdgeschoss mit Pumpenanlage

Das ehemalige Pumpenhaus der Schlossanlage Schleißheim in Oberschleißheim, einer Gemeinde im oberbayerischen Landkreis München, wurde 1867 errichtet und 1900 aufgestockt. Das Gebäude an der Effnerstraße 7 ist ein geschütztes Baudenkmal.
Der zweigeschossige Walmdachbau mit drei zu vier Fensterachsen besitzt eine klassizistische Pilastergliederung. Im Erdgeschoss ist bis heute die ehemalige Pumpenanlage für die Fontänen des Schlosses vorhanden. Das Portal wird von einem halbrunden Giebel bekrönt.
Im Obergeschoss ist eine Wohnung eingerichtet.